# Бродкилл
Бродкилл (англ. Broadkill River) — река в американском штате Делавэр. Длина — 21 км, площадь бассейна — 285 км².
На всём протяжении находится в округе Сассекс, впадая в залив Делавэр около Льюэса.
Река протекает по болотистой местности, ниже по течению — по территории национального заповедника Прайм-Хук.